# Good-Night-Scrub-Nationalpark
Der Good-Night-Scrub-Nationalpark (englisch: Good Night Scrub National Park) ist ein Nationalpark im Südosten des australischen Bundesstaates Queensland.

## Lage
Er liegt 274 Kilometer nordwestlich von Brisbane und 60 Kilometer südwestlich von Bundaberg im Tal des Burnett River.
In der Nachbarschaft liegen die Nationalparks Cordalba, Woowoonga, Coalstoun Lakes, Nour Nour und Bania.

## Namensherkunft
Das Gestrüpp im Park – so sagt man in der Gegend – ist so dicht, dass man es kaum durchreiten oder hindurchgehen kann. Verirrten sich Rinder in dieses Gestrüpp, so waren sie für den Bauern meist verloren (engl.: You can kiss your cattle good night!). Daher erhielt das Gebiet die Bezeichnung 'Good Night Scrub'.

## Landesnatur
Das Land am Unterlauf des Burnett River ist sanft hügelig und bewaldet.
Ein Teil des Parks könnte überflutet werden, wenn der geplante Paradise-Stausee am Burnett River realisiert wird.

## Flora und Fauna
Im Nationalpark wird der verbleibende halbimmergrüne Regenwald der Gegend geschützt, der sich früher über das gesamte Gebiet ausbreitete. Wichtigste Baumart dort ist die Neuguinea-Araukarie. Gelegentlich findet man auch Flaschenbäume und Moaholz. Neben dem Regenwald gibt es auch lichten Eukalyptuswald mit den Arten "Spotted Gum" (Corymbia maculata), "Forest Red Gum" (Eucalyptus tereticornis) und den schmalblättrigen "Red Ironbark" (Eucalyptus crebra).
Die Vogelwelt im Nationalpark umfasst 166 Arten, darunter der Riesenkauz (Ninox strenua), den Gelbnacken-Laubenvogel (Sericulus chrysocephalus), den Spiegelliest (Todiramphus macleayii) und den Königssittich (Alisterus scapularis). Im Goodnight Scrub wurde auch der eigentlich als ausgestorben klassifizierte Paradiessittich (Psephotus pulcherrimus) gesichtet. Unmittelbar am Fluss findet man Schwäne, Löffler und andere Wasservögel. Verschiedene Arten von Wallabys gibt es ebenso wie 60 verschiedene Schmetterlingsarten.

## Einrichtungen und Zufahrt
Es gibt keine Wege oder andere Einrichtungen im Park. Das Zelten ist nicht gestattet.
Der Nationalpark ist vom Bruce Highway (Ausfahrt Booyal) zu erreichen. Die Zufahrt führt entlang dem Burnett-River-Damm nach Südwesten und dann auf die Stichstraße zum Nationalpark. Bei trockenem Wetter ist die Straße mit Straßenfahrzeugen zu befahren, bei nassem Wetter kann sie sogar für allradgetriebene Fahrzeuge unpassierbar sein.